# Robert Pullen
Robert Pullen, aussi appelé Robert Pullus, Pullan ou Pully (né vers 1080, mort vers 1150), est un prélat anglais, théologien et cardinal du XIIe siècle, enseignant à l'université d'Oxford.

## Biographie
Natif du comté d'Oxford, il étudie à l'université de Paris, puis rentre en Angleterre vers 1130. En 1133, il est appelé pour enseigner la théologie à l'université d'Oxford. La ville a été dévastée à plusieurs reprises par les Danois (979, 1002, 1010, 1032), et après 1066, l'université est abandonnée par la plupart des étudiants anglais au profit de Paris, Liège ou Bologne. Robert Pullen contribue à sa restauration. Sous le règne de Henri Ier, il y enseigne à la fois la théologie et la philosophie d'Aristote, et devient, en 1134, archidiacre de Rochester en récompense de son talent. Après la mort du roi (1135), Pullen retourne à Paris enseigner la théologie et la logique en Sorbonne, où il a comme élève Jean de Salisbury. Vers 1141-1142, l'évêque de Rochester le somme de revenir en Angleterre et confisque, pour l'y contraindre, les revenus de son bénéfice, mais Pullen en appelle à la décision du pape, qui se prononce en sa faveur. À la suite de cette affaire, il se rend auprès d'Innocent II à Rome qui le reçoit avant sa mort en 1143. En 1144, Célestin II le fait cardinal et bientôt après Lucius II le nomme chancelier de l'Église romaine. 
Pullen a écrit plusieurs ouvrages ; le seul qui soit arrivé jusqu'à nous est le Sententiarum Logicarum Libri VIII.